# Liste der Kulturdenkmäler in Burgen (Untermosel)
In der Liste der Kulturdenkmäler in Burgen sind alle Kulturdenkmäler der rheinland-pfälzischen Ortsgemeinde Burgen aufgeführt. Grundlage ist die Denkmalliste des Landes Rheinland-Pfalz (Stand: 27. Oktober 2023).

## Denkmalzonen
| Bezeichnung          | Lage               | Baujahr                 | Beschreibung | Bild            |
| -------------------- | ------------------ | ----------------------- | --- | --------------- |
| Denkmalzone Friedhof | Baybachstraße Lage | 16. bis 19. Jahrhundert | Kreuzigungsgruppe in Fachwerkhäuschen; Kreuz, wohl aus dem 17. oder 18. Jahrhundert, Assistenzfiguren aus der Mitte des 16. Jahrhunderts; 24 Grabkreuze und -fragmente, 17., 18. und 19. Jahrhundert | Fotos hochladen |

## Einzeldenkmäler
| Bezeichnung                           | Lage                                                 | Baujahr                                       | Beschreibung | Bild                           |
| ------------------------------------- | ---------------------------------------------------- | --------------------------------------------- | --- | ------------------------------ |
| Wohnhaus                              | Bergstraße 6 Lage                                    | 1668                                          | Fachwerkhaus, teilweise massiv, bezeichnet 1668, Umbau bezeichnet 1816 | Fotos hochladen                |
| Wohnhaus                              | Herrenstraße 3 Lage                                  | Anfang des 19. Jahrhunderts                   | rustizierter Putzbau, Mansarddach, Anfang des 19. Jahrhunderts | Fotos hochladen                |
| Wohnhaus                              | Herrenstraße 5 Lage                                  | 19. Jahrhundert                               | Fachwerkhaus, teilweise massiv, verputzt, Krüppelwalmdach, 19. Jahrhundert                                                                                                | Fotos hochladen                |
| Zehnthof                              | Herrenstraße 7 Lage                                  |                                               | ehemaliges Zehnthaus; Bruchsteinbau | Fotos hochladen                |
| Wohnhaus                              | Herrenstraße 12 Lage                                 | 1776                                          | Fachwerkhaus, teilweise massiv, bezeichnet 1776 | Fotos hochladen                |
| Wohnhaus                              | Herrenstraße 14 Lage                                 | Ende des 18. oder Anfang des 19. Jahrhunderts | Fachwerkhaus, teilweise massiv, Mansarddach, Ende des 18. oder Anfang des 19. Jahrhunderts                                                                                | BW                             |
| Wohnhaus                              | Herrenstraße 16 Lage                                 | 18. Jahrhundert                               | Fachwerkhaus, teilweise massiv, 18. Jahrhundert | Fotos hochladen                |
| Katholische Pfarrkirche St. Sebastian | Kirchstraße, Sebastianusstraße Lage                  | um 1300                                       | Saalbau, 1765, Architekt Thomas Neurohr, Boppard, Westturm 1829, Sakristei um 1300                                                                                        | weitere Bilder Fotos hochladen |
| Wohnhaus                              | Kirchstraße 3/5 Lage                                 | frühes 17. Jahrhundert                        | Fachwerkhaus, teilweise massiv und verputzt, Krüppelwalmdach, wohl noch aus dem frühen 17. Jahrhundert; Hofeinfahrt, Bruchsteinbau verputzt, wohl aus dem 19. Jahrhundert | Fotos hochladen                |
| Wohnhaus                              | Marktstraße 4 und Moselstraße, zu Nr. 27 Lage        | frühes 18. Jahrhundert                        | Fachwerkhaus, teilweise massiv, frühes 18. Jahrhundert, im Kern wohl älter (spätmittelalterliche Erdgeschoss-Fenster)                                                     | BW                             |
| Wohnhaus                              | Marktstraße 6 Lage                                   | 1671                                          | reiches Fachwerkhaus, teilweise massiv, Krüppelwalmdach, bezeichnet 1671; Fachwerkbrücke                                                                                  | Fotos hochladen                |
| Wohnhaus                              | Mehlstraße 1 Lage                                    | 18. Jahrhundert                               | Fachwerkhaus, teilweise massiv, verkleidet, wohl aus dem 18. Jahrhundert                                                                                                  | Fotos hochladen                |
| Wohnhaus                              | Mehlstraße 9 Lage                                    |                                               | Putzbau; Schildgiebel mit Kaminansatz, mittelalterlich | BW                             |
| Wohnhaus                              | Mehlstraße 10 Lage                                   | spätes 16. Jahrhundert                        | Fachwerkhaus, teilweise massiv, Schildgiebel, im Kern wohl noch aus dem 16. Jahrhundert                                                                                   | Fotos hochladen                |
| Wohnhaus                              | Mittelstraße 2 Lage                                  | 17. Jahrhundert                               | Fachwerkhaus, teilweise massiv, verputzt, wohl Ständerbau, 17. Jahrhundert, eventuell älter                                                                               | BW                             |
| Wohnhaus                              | Mittelstraße 3 Lage                                  | frühes 19. Jahrhundert                        | Fachwerkhaus, teilweise massiv, verkleidet, Mansarddach, frühes 19. Jahrhundert                                                                                           | BW                             |
| Wohnhaus                              | Mittelstraße 6 Lage                                  | 18. Jahrhundert                               | Fachwerkhaus, teilweise massiv, wohl aus dem 18. Jahrhundert, eventuell älter                                                                                             | BW                             |
| Kellerportal                          | Moselstraße, an Nr. 16 Lage                          | 1627                                          | Kellerportal von 1627 an Wohnhaus von 1910 | Fotos hochladen                |
| Kellerportal                          | Oberstraße, an Nr. 4 Lage                            | 1630                                          | Kellerportal, 1630 | Fotos hochladen                |
| Wohnhaus                              | Oberstraße 12 Lage                                   | 18. oder 19. Jahrhundert                      | Fachwerkhaus, teilweise massiv, 18. oder 19. Jahrhundert | Fotos hochladen                |
| Wegekreuz                             | Pützstraße, vor Nr. 2a Lage                          | 1761                                          | Wegekreuz, Nischentyp, bezeichnet 1761 | Fotos hochladen                |
| Wohnhaus                              | Pützstraße 3 Lage                                    | 16. Jahrhundert                               | Fachwerkhaus, teilweise massiv, im Kern wohl aus dem 16. Jahrhundert | Fotos hochladen                |
| Wohnhaus                              | Pützstraße 6 Lage                                    | spätes 18. Jahrhundert                        | Fachwerkhaus, teilweise massiv, wohl noch aus dem 18. Jahrhundert | Fotos hochladen                |
| Kapelle                               | Römerstraße Lage                                     | 19. Jahrhundert                               | Kapelle; Schieferbruchsteinbau, Ölberggruppe, 19. Jahrhundert | Fotos hochladen                |
| Wohnhaus                              | Schulstraße 6 Lage                                   | 18. Jahrhundert                               | Putzbau, 18. Jahrhundert | BW                             |
| Alte Schmiede                         | Zehnthofstraße Lage                                  | 19. Jahrhundert                               | eingeschossiger Bruchsteinbau, 19. Jahrhundert | Fotos hochladen                |
| Wegekapelle                           | nordöstlich des Ortes an der B 49 Lage               | 19. Jahrhundert                               | Wegekapelle, Bruchsteinbau, wohl aus dem 19. Jahrhundert | Fotos hochladen                |
| Bildstock                             | nordöstlich des Ortes am Sportplatz Lage             | 1665                                          | Bildstock, Relief der Sieben Schmerzen Mariens, bezeichnet 1665 | Fotos hochladen                |
| Wegekapelle                           | nordöstlich oberhalb des Ortes Lage                  | 19. Jahrhundert                               | Wegekapelle, Putzbau, 19. Jahrhundert (?) | BW                             |
| Wegekapelle                           | südlich des Ortes an der B 49 Lage                   | 17. oder eher 18. Jahrhundert                 | Wegekapelle; Putzbau, wohl aus dem 17. oder eher 18. Jahrhundert; neugotische Muttergottes mit Kind                                                                       | BW                             |
| Kapelle                               | südöstlich des Ortes am Birkenhof Lage               | 1824                                          | Kapelle, 1824 | Fotos hochladen                |
| Grabkreuz                             | südöstlich des Ortes in der Nähe des Birkenhofs Lage | 1674                                          | Grabkreuz, bezeichnet 1674, zweitverwendet; Eisenplakette, 1919 | Fotos hochladen                |

## Ehemalige Kulturdenkmäler
| Bezeichnung | Lage                | Baujahr                  | Beschreibung                                                 | Bild |
| ----------- | ------------------- | ------------------------ | ------------------------------------------------------------ | ---- |
| Wohnhaus    | Moselstraße 15 Lage | 18. oder 19. Jahrhundert | Putzbau, 18. oder 19. Jahrhundert; aus Denkmalliste gelöscht | BW   |